# Astyoche (córka Laomedonta)
Astyoche (gr. Αστυοχη, Astyoche) – córka króla Troi Laomedonta, żona Telefosa, królowa Myzji. Postać z mitologii greckiej.
Astyoche jest czasem utożsamiana z drugą żoną Telefosa Hierą, najprawdopodobniej była jednak odrębną osobą, córką króla Troi Laomedonta, a siostrą, między innymi, króla Priama. W czasie pierwszej wyprawy Greków pod Troję, zakończonej lądowaniem w Myzji zginęła żona Telefosa Hiera, a on sam został ranny. Po ośmiu latach Telefos udał się do Argos prosić o uleczenie rany. Grecy zgodzili się mu pomóc, jeśli zaprowadzi ich pod Troję. Telefos stwierdził wówczas, że nie może ich osobiście poprowadzić pod Troję, ponieważ jego żona, którą nazwał imieniem Laodike, jest córką króla Priama. Ostatecznie wskazał im jedynie drogę ku Troi, a sam zobowiązał się nie brać udziału w wojnie po stronie Priama.
Astyoche urodziła Telefosowi syna Eurypylosa. Po śmierci męża namówiła syna, przekupiona darem – szczepem winnej latorośli wykutym w srebrze, który Zeus ofiarował niegdyś Ganimedowi, by wyruszył pod Troję na pomoc jej bratu. Eurypylos zabił pod Troją zabójcę Hiery, Nireusa, a sam zginął z ręki Neoptolema. Po zdobyciu Troi przez Greków, Astyoche znalazła się jako branka na okręcie greckim, który burza zagnała aż do wybrzeży południowej Italii. Tam nakłoniła towarzyszki niedoli, by podpaliły wraz z nią okręt, aby nie były narażone na złe traktowanie ze strony prawowitych małżonek zwycięzców, co zmusiło Greków do osiedlenia się na miejscu przymusowego lądowania. Wątek założenia przez Greków kolonii wskutek podpalenia okrętu przez branki trojańskie pojawia się w wielu innych mitach (Medesikaste, Ajtilla, Setaja, Roma).